# Kaneo Ikegami
Kaneo Ikegami (池上 金男), nom de plume 池宮 彰一郎, Ikemiya Shōichirō, 13 mai 1923 dans la préfecture de Tokyo - 6 mai 2007 à Tokyo, est un écrivain et scénariste japonais.

## Biographie
Kaneo Ikegami écrit les scénarios de plusieurs films populaires, comme Dix-sept ninjas (Jushichinin no ninja, 1963) et les 13 Assassins (1963), de nouveau filmé en 2010 par Takashi Miike. En tant que dramaturge et romancier, il publie sous le nom Ikemiya Shōichirō et fournit les idées pour les films 47 Ronin (Shijūshichinin no shikaku, 1994) et Saigo no chūshingura (2010).

## Filmographie
- Tokyo yoitoko (d'après Shin'ichi Sekizawa, 1957)
- Jūsan-nin no shikaku (Les 13 Assassins, réalisation Eiichi Kudō, 1963)
- Dai satsujin (d'après une idée de Norimichi Matsudaira, réalisation Eiichi Kudō, 1964)
- Arashi o yobu otoko (réalisation Toshio Masuda, 1966)
- Eiko eno chōsen (réalisation Toshio Masuda, 1966)
- Kurenai no nagareboshi (réalisation Toshio Masuda, 1967)
- Ketto (réalisation Toshio Masuda, 1967)
- Le Vaurien (d'après Gorō Fujita, réalisation Toshio Masuda, 1968)
- Daikanbu: Burai (d'après Gorō Fujita, réalisation Keiichi Ozawa, 1968)
- Showa no inochi (réalisation Toshio Masuda, 1969)
- Kage gari: Hoero taihō (réalisation Toshio Masuda, 1972)
- Kumokiri Nizaemon (d'après Shōtarō Ikenami, réalisation Hideo Gosha, 1978)
- Shijūshichinin no shikaku (47 Ronin, réalisation Kon Ichikawa, 1994)
- 13 Assassins (Jūsan-nin no shikaku, réalisation Takashi Miike, 2010)
- Saigo no chūshingura (réalisation Shigemichi Sugita, 2010)